# جزر كروزيت
جزر كروزيت أو جزر كروزيه ((بالفرنسية: Îles Crozet)‏؛ أو رسمياً، Archipel Crozet) هي أرخبيل ساب أنتاركتيكا من الجزر الصغيرة في جنوب المحيط الهندي. وهي تشكل واحدة من خمس مديريات إدارية من الأراضي الفرنسية الجنوبية والأنتارتيكية.

## معرض صور

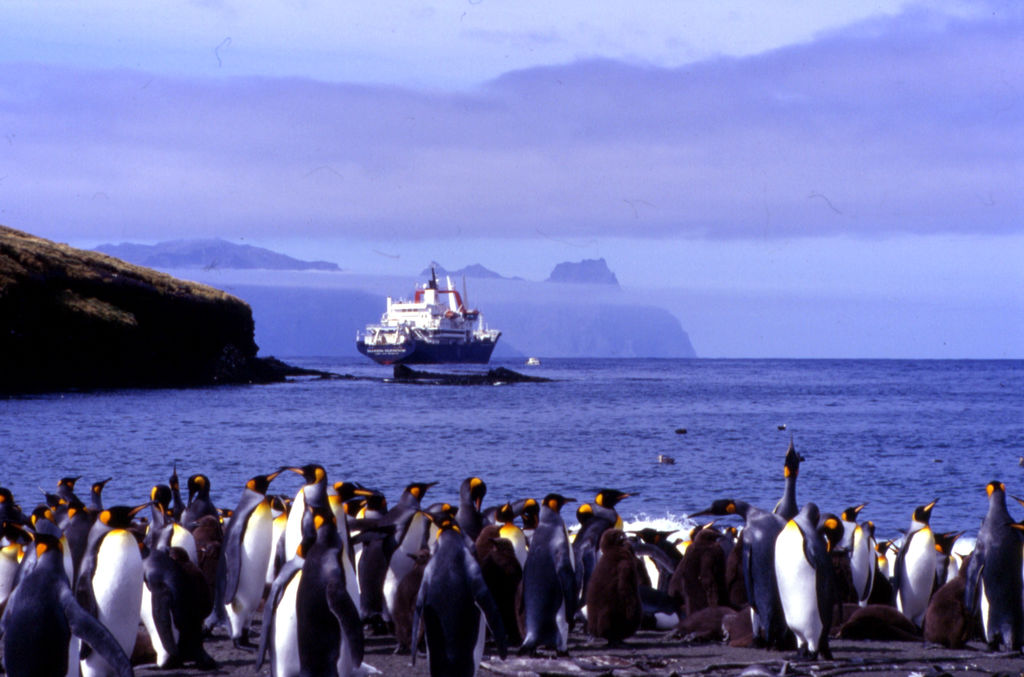
The Marion Dufresne off the "port" of Crozet. East Island in the background.
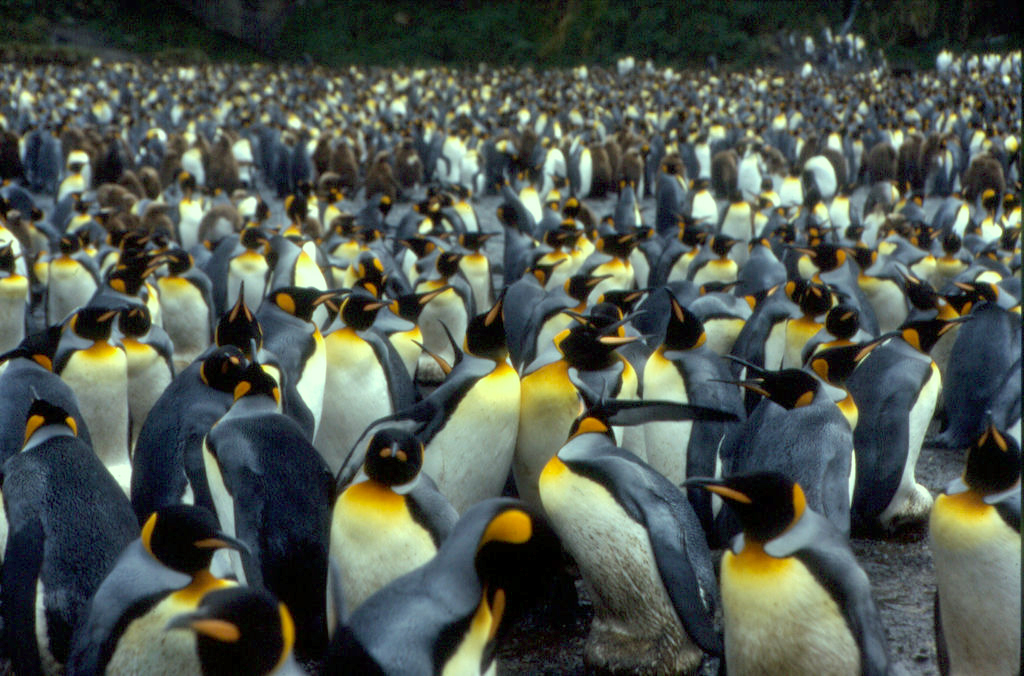
One of the penguin colonies of the islands
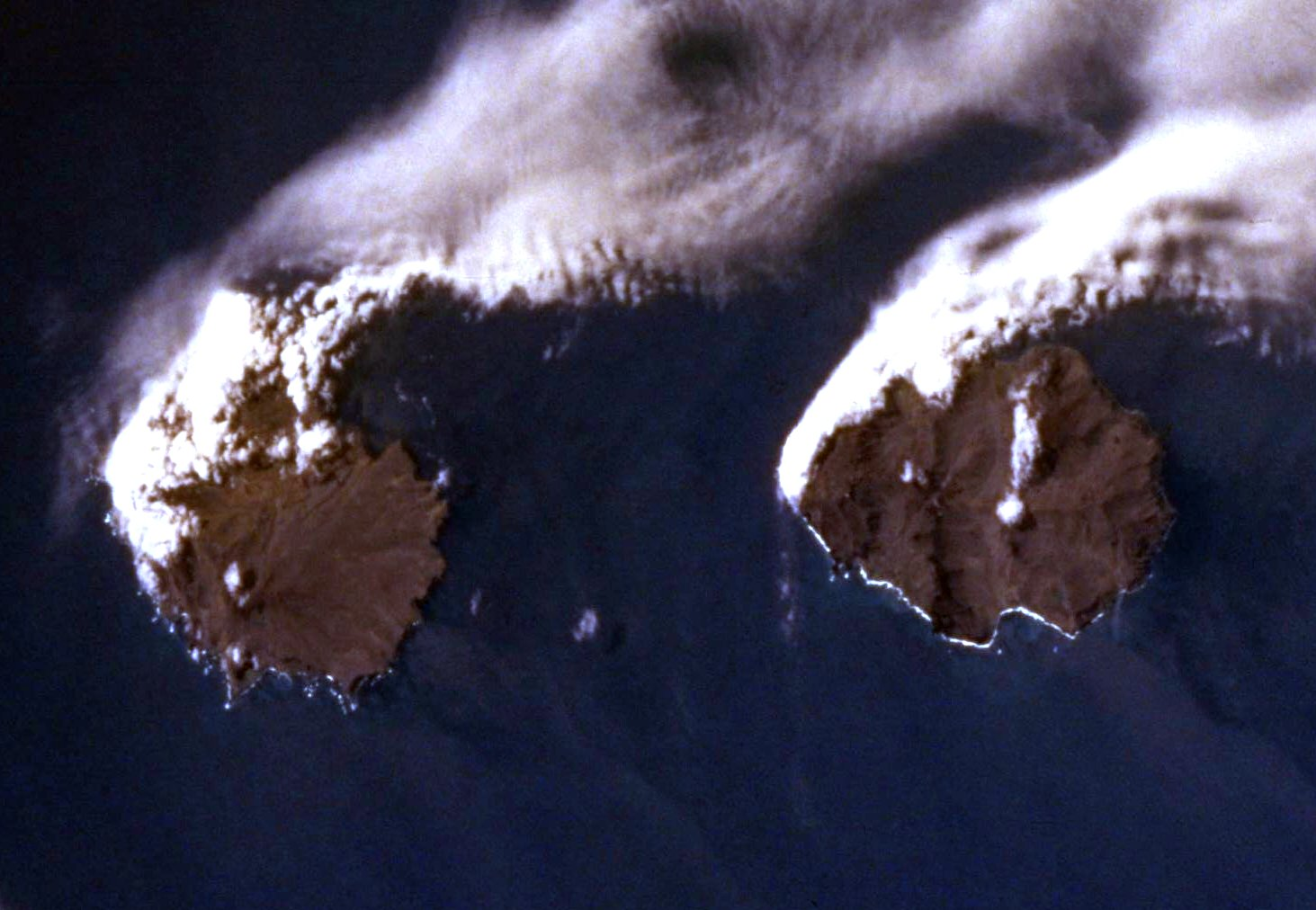
The Eastern Group

## مزيد من القراءة
- LeMasurier، W. E. (1990). Volcanoes of the Antarctic Plate and Southern Oceans. الاتحاد الجيوفيزيائي الأمريكي. {{استشهاد بكتاب}}: الوسيط author-name-list parameters تكرر أكثر من مرة (مساعدة) والوسيط غير المعروف |الرقم المعياري= تم تجاهله يقترح استخدام |ردمك= (مساعدة)
- Church، Ian (1985). Survival on the Crozet Islands: The Wreck of the Strathmore in 1875. Waikanae, New Zealand: Heritage Press. {{استشهاد بكتاب}}: الوسيط غير المعروف |الرقم المعياري= تم تجاهله يقترح استخدام |ردمك= (مساعدة)